# Leucanopsis
Leucanopsis is een geslacht van vlinders van de familie spinneruilen (Erebidae).

## Soorten
- L. acuta Hampson, 1901
- L. affinella Strand, 1919
- L. ahysa Schaus, 1933
- L. alarica Schaus, 1941
- L. angulata Rothschild, 1910
- L. apicepunctata Schaus, 1905
- L. athor Schaus, 1933
- L. aurantiaca Rothschild, 1909
- L. aurata Jones, 1908
- L. austina Schaus, 1941
- L. azadina Schaus, 1941
- L. bactris Sepp, 1852
- L. batesi Rothschild, 1909
- L. biedala Schaus, 1941
- L. bipartita Dognin, 1912
- L. boliviana Dognin, 1922
- L. calvona Schaus, 1941
- L. cedon Druce, 1897
- L. cirphis Schaus, 1911
- L. cirphoides Rothschild, 1916
- L. cloisa Schaus, 1941
- L. coniota Hampson, 1901
- L. contempta Rothschild, 1909
- L. cuneipuncta Rothschild, 1909
- L. curta Rothschild, 1910
- L. chesteria Schaus, 1941
- L. daltoni Schaus, 1941
- L. dallipa Jones, 1908
- L. democrata Schaus, 1920
- L. dinellii Rothschild, 1909
- L. dissimilis Reich, 1935
- L. dogniniana Strand, 1919
- L. domara Schaus, 1941
- L. ephrem Schaus, 1905
- L. falacra Dognin, 1891
- L. falacroides Rothschild, 1909
- L. flavorufa Rothschild, 1910
- L. fuscosa Jones, 1908
- L. grota Schaus, 1941
- L. guascana Schaus, 1941
- L. hadenoides Rothschild, 1909
- L. hoffmannsi Rothschild, 1909
- L. huacina Schaus, 1933
- L. huaco Schaus, 1901
- L. ishima Schaus, 1941
- L. joasa Schaus, 1941
- L. jonesi Rothschild, 1909
- L. lacteogrisea Rothschild, 1909
- L. lecourti de Toulgoët, 1987
- L. leucanina Felder, 1874
- L. lineata Schaus, 1894
- L. liparoides Rothschild, 1909
- L. loisana Schaus, 1941
- L. lomara Schaus, 1941
- L. longa Grote, 1880
- L. louella Schaus, 1941
- L. lua Dyar, 1910
- L. lurida Edwards, 1887
- L. luridioides Rothschild, 1917
- L. maccessoya Schaus, 1933
- L. mailula Schaus, 1927
- L. malodonta Dyar, 1914
- L. manada Schaus, 1941
- L. mancina Schaus, 1920
- L. mandus Herrich-Schäffer, 1855
- L. marimba Schaus, 1933
- L. martona Schaus, 1941
- L. misona Schaus, 1941
- L. moeschleri Rothschild, 1909
- L. nayapana Schaus, 1941

- L. nebulosa Rothschild, 1909
- L. nimbiscripta Dyar, 1912
- L. nonagrioides Rothschild, 1910
- L. notodontina Rothschild, 1910
- L. nubilosus Rothschild, 1909
- L. oblonga Rothschild, 1909
- L. obvia Dognin, 1909
- L. ochracea Möschler, 1883
- L. orooca Schaus, 1924
- L. oruba Schaus, 1892
- L. oruboides Rothschild, 1909
- L. perdentata Schaus, 1901
- L. perdita Schaus, 1920
- L. perirrorata Reich, 1935
- L. pohli Schaus, 1927
- L. polyodonta Hampson, 1901
- L. potamia Schaus, 1941
- L. pseudoconiata Rothschild, 1909
- L. pseudofalacra Rothschild, 1917
- L. pseudomanda Rothschild, 1910
- L. pterostomoides Rothschild, 1909
- L. pulverea Schaus, 1896
- L. pulverulenta Dognin, 1923
- L. quadrata Rothschild, 1910
- L. quanta Schaus, 1896
- L. racema Schaus, 1905
- L. rhomboidea Sepp, 1852
- L. rosetta Schaus, 1896
- L. rufoochracea Rothschild, 1922
- L. sablona Schaus, 1896
- L. setosa Rothschild, 1909
- L. siegruna Schaus, 1941
- L. similis Rothschild, 1909
- L. soldina Schaus, 1941
- L. sporina Schaus, 1941
- L. squalida Herrich-Schäffer, 1855
- L. sthenia Hampson, 1901
- L. stipulata Rothschild, 1909
- L. stipulatoides Rothschild, 1910
- L. strigulosa Walker, 1855
- L. stuarti Rothschild, 1909
- L. suavina Schaus, 1941
- L. subnebulosa Strand, 1919
- L. subterranea Rothschild, 1909
- L. suffusa Jones, 1908
- L. tabernilla Schaus, 1933
- L. tanamo Schaus, 1904
- L. taperana Schaus, 1933
- L. terola Schaus, 1941
- L. terranea Rothschild, 1909
- L. toledana Schaus, 1941
- L. truncata Rothschild, 1922
- L. turrialba Schaus, 1911
- L. umbrina Rothschild, 1910
- L. umbrosa Hampson, 1901
- L. valentina Schaus, 1924
- L. vangetta Dyar, 1910
- L. velivolans Dyar, 1920
- L. venezuelensis Rothschild, 1909
- L. violascens Reich, 1933
- L. zacualpana Schaus, 1941
- L. zozinna Schaus, 1933